# Naturhistoriske Onsdags Aftener
 Der er for få eller ingen kildehenvisninger i denne artikel, hvilket er et problem. Du kan hjælpe ved at angive troværdige kilder til de påstande, som fremføres i artiklen.

Naturhistoriske Onsdags Aftener (NOA) er en forening der blev grundlagt i 1911 af biologistuderende på Københavns Universitet som et initiativ til at samles om en fælles naturhistorisk interesse hver onsdag aften. Efterhånden voksede NOA sig større og blev Foreningen på biologistudiet. De fik deres egne lokaler og sågar deres egen feltstation, som dog blev ødelagt under en orkan i starten af 00'erne. 
Foreningen lever stadig i dag og er efter en del år på pumperne ved at vokse sig frem igen. Den tæller i dag omtrent 200 aktive medlemmer, som deltager i events arrangeret af "dagligledelse" som driver foreningen.
I marts 1969 blev den danske miljøorganisation NOAH dannet som udløber af et seminar arrangeret af Naturhistoriske Onsdags Aftener. Navnet på miljøorganisationen opstod, da en af de tilmeldte i et brev kom til at skrive arrangørens navn med H.